# دانشگاه فیلیپین جنوبی
بنیاد دانشگاه فیلیپین جنوبی (USPF) یک دانشگاه خصوصی و غیر فرقه‌ای در شهر سبو، فیلیپین است. این دانشگاه دارای برنامه‌های متنوع، نیروی آموزشی بسیار شایسته و امکانات کامل است تا اطمینان حاصل شود که دانش آموزانش آموزش‌های با کیفیت و آموزش مبتنی بر مهارت را دریافت می‌کنند.